# Multipulchroppia similis
Multipulchroppia similis är en kvalsterart som först beskrevs av Hammer 1979.  Multipulchroppia similis ingår i släktet Multipulchroppia och familjen Oppiidae. Inga underarter finns listade i Catalogue of Life.